# Jiří Frejka
Jiří Frejka (Útěchovice pod Stražištěm, 6 aprile 1904 – Praga, 27 ottobre 1952) è stato un regista ceco.

## Biografia
Frejka dopo essersi diplomato al liceo, ha studiato filosofia, e allo stesso tempo ha iniziato ad interessarsi al teatro.
Nel 1925 fu il fondatore dell'Osvobozené divadlo (Teatro Liberato) insieme a Emil František Burian. Dopo controversie, lo lasciò di nuovo nel 1927 e fondò il teatro Da-Da con Jindřich Honzl, caratterizzato da una chiara tendenza al costruttivismo, sotto il segno del grande Aleksandr Jakovlevič Tairov.
Dal 1930 al 1945, anche durante il periodo dell'occupazione tedesca, fu membro del Národní divadlo (Teatro Nazionale), poi fino al 1950 capo del teatro Divadlo na Vinohradech. Qui fu spesso criticato perché le opere allestite non riflettevano le idee del socialismo in quanto non comportavano alcun impegno politico, ma proprio per questo fu importante e influente sulla vita teatrale del paese, difendendo l'autonomia dell'arte nei confronti delle idee e delle idiologie politiche.
Fu trasferito al Teatro Karlín Operetta, che, grazie ai suoi servizi, divenne uno dei migliori teatri del suo tempo, dove mise in scena anche il repertorio classico.
Frejka era un professore al Conservatorio ed è stato uno dei principali fondatori dell'Accademia delle arti dello spettacolo a Praga. Lì fu anche nominato rettore dopo l'inaugurazione. Fu licenziato nel 1952 per motivi politici e poco dopo si suicidò.
Nelle sue opere letterarie descrisse le sue opinioni sul teatro e sulla recitazione. Tuttavia, questi libri per lo più non contenevano le idee che il teatro socialista richiedeva all'epoca. Dal momento che non era pronto a cambiare idea, sorsero conflitti, che alla fine portarono al suo licenziamento dagli incarichi governativi. Tra le sue regie si possono menzionare opere di Molière, Jean Giraudoux, Gérard de Nerval, Nikolaj Vasil'evič Gogol', William Shakespeare, Lope de Vega.